# Sick (Loaded)
Sick è il secondo album in studio del gruppo musicale hard rock statunitense Loaded, pubblicato nel 2009.

## Tracce
Tutte le tracce sono scritte e composte dai Loaded tranne dove indicato.
1. Sick – 2:51
2. Sleaze Factory – 3:47
3. Flatline – 3:02 (Trey Bruce, Brian Howes, Duff McKagan)
4. IOU – 3:36
5. The Slide – 3:10
6. Translucent – 3:08
7. Mother's Day – 3:50
8. I See Through You – 3:57
9. Forgive Me – 4:12 (Bruce, Loaded)
10. No Shame – 3:32 (Bruce, McKagan, Mike Squires)
11. Blind Date Girl – 5:10
12. Wasted Heart (electric version) – 4:57
13. No More – 4:33 (Bruce, McKagan)

## Formazione
- Duff McKagan - voce, chitarra, basso
- Jeff Rouse - basso, cori, voce
- Geoff Reading - batteria, percussioni, cori
- Mike Squires - chitarra, cori